# Salvador Sánchez (calciatore)
Salvador Sánchez (Tres Algarrobos, 31 luglio 1995) è un calciatore argentino, difensore del Lamia.

## Caratteristiche tecniche
È un difensore centrale.

## Carriera
Cresciuto nel settore giovanile del River Plate, nel 2015 è stato ceduto a titolo definitivo all'Arsenal Sarandí. Ha esordito in prima squadra il 20 settembre 2015 disputando l'incontro di Primera División vinto 2-1 contro l'Olimpo.